# Numeri Vibi Serè
Numeri Vibi Serè (en llatí: Numerius Vibius Serenus) va ser un magistrat romà del segle i. Formava part de la gens Víbia, una gens romana d'origen plebeu.
Va ser el pretor que jutjà Marc Escriboni Libó Drus, net de Marc Livi Drus Libó, l'any 16 dC. Posteriorment, essent governador de la Hispània Ulterior va ser condemnat per Vis publicus ('abús de poder') l'any 23 i exiliat a l'illa d'Amorgos. Es creu que l'autèntica raó de la seva condemna va ser la seva oposició a Eli Sejà, perquè Dió Cassi esmenta els fets però no el nom de Serè.
L'any 24 va ser portat a Roma, davant el senat, acusat de conspiració contra Tiberi, juntament amb Cecili Cornut, pel seu propi fill, que va ser un dels més infames i odiats delators del regnat de l'emperador Tiberi.